# Cupello (Einheit)
Der Cupello war ein Volumenmaß für Getreide im ehemaligen Ragusa.
- Kotor 1 Cupello = 4 Quarterolli = 1050,06 Pariser Kubikzoll = 20,8293 Liter

In Ragusa allgemein war das Maß kleiner und so war
- 1 Stajo di Ragusa = 6 Cupelli = 16 Bagas = 5600,3 Pariser Kubikzoll = 111,0896 Liter